# 1978년 국가 목록
이 문서는 1978년의 국가(國歌) 목록이다.

## ㄱ
| 가나         | 하느님, 우리의 조국 가나를 축복하소서    |
| 가봉         | 조화                                     |
| 가이아나     | 친애하는 가이아나 땅의 강과 평원         |
| 감비아       | 우리의 조국 감비아를 위하여              |
| 과테말라     | 행복한 과테말라                          |
| 그레나다     | 그레나다 만세                            |
| 그루지야 SSR | 그루지야 소비에트 사회주의 공화국의 국가 |
| 그리스       | 자유의 찬가                              |
| 기니         | 자유                                     |
| 기니비사우   | 이것은 사랑하는 우리의 나라              |

## ㄴ
| 남서아프리카        | 남아프리카의 외침                                   |  |
| 나우루              | 나우루의 노래                                       |  |
| 나이지리아          | 나이지리아, 우리가 네게 만세를 외친다!              |  |
| 남아프리카 공화국   | 남아프리카의 외침                                   |  |
| 남예멘              | 남예멘의 국가                                       |  |
| 네덜란드            | 빌렘의 노래                                         |  |
| 네덜란드령 안틸레스 | 태양과 산들바람의 나라                              |  |
| 네팔                | 라스트리야 간                                       |  |
| 노르웨이            | 그래, 우린 이 땅을 사랑한다 왕실용 국가는 왕의 노래 |  |
| 뉴질랜드            | 주께서 뉴질랜드를 보호하시리                        |  |
| 니제르              | 니제르 행진곡                                       |  |
| 니카라과            | 니카라과, 그대를 향해 소리치리                      |  |

## ㄷ
| 대한민국        | 애국가                                  |
| 덴마크          | 아름다운 나라 왕실 국가는 크리스티안 왕 |
| 도미니카 공화국 | 용감한 키스케야의 자손들                |
| 도미니카 연방   | 섬의 아름다움, 섬의 빛                  |
| 동독            | 폐허에서 부활하여                       |

## ㄹ
| 라오스                                                                 | 라오스 국가 (펭 사트 라오)                 |
| 라이베리아                                                             | 모두 라이베리아에 만세를                   |
| 라트비아 SSR                                                           | 라트비아 소비에트 사회주의 공화국의 국가   |
| 레바논                                                                 | 레바논의 국가                              |
| 레소토                                                                 | 레소토는 우리 조상의 땅                    |
| 로디지아                                                               | 로디지아의 목소리를 상승시키리             |
| 루마니아                                                               | 삼색기                                     |
| 룩셈부르크                                                             | 우리의 조국 왕실용 국가는 빌헬름           |
| 르완다                                                                 | 우리의 르완다                              |
| [[파일:{{{국기그림-1977}}}\|22x20px\|border \|alt=리비아의 기]] 리비아 | 알라는 위대하시다                          |
| 리투아니아 SSR                                                         | 리투아니아 소비에트 사회주의 공화국의 국가 |
| 리히텐슈타인                                                           | 저 라인 강 위쪽으로                        |

## ㅁ
| 마다가스카르        | 오, 우리의 사랑하는 조국이여           |
| 말라위              | 주께서 우리의 땅 말라위를 축복하시리   |
| 말레이시아          | 나의 조국                              |
| 말리                | 말리여, 그대와 아프리카를 위하여       |
| 멕시코              | 조국에 평화를                          |
| 모나코              | 모네가스크의 노래                      |
| 모로코              | 사랑의 찬가                            |
| 모리셔스            | 모국                                   |
| 모리타니            | 모리타니 이슬람 공화국 국가            |
| 모잠비크 인민공화국 | 모잠비크 해방전선은 영원하리           |
| 몰도바 SSR          | 몰도바 소비에트 사회주의 공화국의 국가 |
| 몰디브              | 조국을 향해 경례를                     |
| 몰타                | 몰타의 노래                            |
| 몽골                | 몽골의 국가                            |
| 미국                | 성조기                                 |
| 미얀마              | 세상이 끝날 때까지                     |
| 민주 캄푸치아       | 영광스러운 4월 17일                    |

## ㅂ
| 바레인          | 우리의 바레인                            |
| 바베이도스      | 역경을 딛고 영광을                       |
| 바티칸 시국     | 교황 찬가                                |
| 바하마          | 바하마 땅으로 전진하자                   |
| 방글라데시      | 나의 금빛 벵골                           |
| 베냉 인민공화국 | 새로운 날의 시작                         |
| 베네수엘라      | 용감한 자들에게 영광 있으라              |
| 베트남          | 진군가                                   |
| 벨기에          | 브라반트(브라방) 행진곡                  |
| 벨로루시 SSR    | 벨로루시 소비에트 사회주의 공화국의 국가 |
| 보츠와나        | 이 숭고한 땅을 축복하리                  |
| 볼리비아        | 볼리비아 공화국 국가                     |
| 부룬디          | 우리의 부룬디                            |
| 부탄            | 전룡의 왕국                              |
| 북예멘          | 인민의 의지                              |
| 불가리아        | 친애하는 조국                            |
| 브라질          | 브라질 국가                              |
| 브루나이        | 주여, 군주를 축복하소서.                 |

## ㅅ
| 사모아                     | 자유의 깃발                                      |
| 사우디아라비아             | 군주를 찬양하라                                  |
| 산마리노                   | 국가                                             |
| 상투메 프린시페            | 완전한 독립                                      |
| 서독                       | 독일인의 노래                                    |
| 세네갈                     | 모든 국민이 그대의 코라와 발라퐁을 친다네        |
| 세이셸                     | 자랑스러운 세이셸의 인민들이여                   |
| 소련                       | 소비에트 연방 찬가                               |
| 소말리아 민주공화국        | 소말리아여, 영원하라                             |
| 솔로몬 제도                | 하느님, 우리의 솔로몬 제도를 지켜 주시옵소서     |
| 수단                       | 우리는 하느님과 우리 땅의 전사                   |
| 수리남                     | 수리남은 우리 하느님과 함께 있다.                |
| 스리랑카                   | 어머니 스리랑카                                  |
| 에스와티니                 | 오, 주여 스와지족에게 축복을 주소서              |
| 스웨덴                     | 그대의 조상, 그대의 자유 왕실용 국가는 왕의 노래 |
| 스위스                     | 스위스 찬가                                      |
| 스페인                     | 왕의 행진                                        |
| 슬로베니아 사회주의 공화국 | 영광의 깃발을 향해                               |
| 시리아                     | 조국의 수호자들                                  |
| 시에라리온                 | 그대를 향해 자유의 범위를 높이리                 |
| 싱가포르                   | 전진하는 싱가포르                                |

## ㅇ
| 아랍에미리트            | 나의 조국은 오래 존속되리                         |
| 아르메니아 SSR          | 아르메니아 소비에트 사회주의 공화국의 국가        |
| 아르헨티나              | 조국의 행진                                       |
| 아이슬란드              | 찬가                                              |
| 아이티                  | 드살린 행진곡                                     |
| 아일랜드                | 전사의 노래                                       |
| 아제르바이잔 SSR        | 아제르바이잔 소비에트 사회주의 공화국의 국가      |
| 아프가니스탄 민주공화국 | 소우오우드 에멜리                                 |
| 안도라                  | 위대한 샤를마뉴 대제                              |
| 알바니아 인민공화국     | 깃발의 찬가                                       |
| 알제리                  | 맹세                                              |
| 앙골라 인민공화국       | 전진하는 앙골라                                   |
| 앤티가 바부다           | 정당한 앤티가 바부다여, 우리는 그대에게 인사하리. |
| 에스토니아 SSR          | 에스토니아 소비에트 사회주의 공화국의 국가        |
| 에콰도르                | 우리는 조국인 그대를 향해 경례하리.               |
| 에티오피아              | 에티오피아, 에티오피아, 에티오피아, 앞으로!       |
| 엘살바도르              | 엘살바도르의 국가                                 |
| 영국                    | 하나님, 여왕을 지켜 주소서.                       |
| 오만                    | 오만 국가                                         |
| 오스트레일리아          | 아름다운 오스트레일리아여 전진하라                |
| 오스트리아              | 산의 나라, 강의 나라                              |
| 오트볼타                | 오트볼타의 국가                                   |
| 온두라스                | 그대의 깃발은 하늘의 빛이리라                     |
| 요르단                  | 오래 존속될 군주                                  |
| 우간다                  | 오, 나의 아름다운 우간다여!                       |
| 우루과이                | 우루과이인에게 조국이 아니면 죽음을               |
| 우즈베크 SSR            | 우즈베크 소비에트 사회주의 공화국의 국가          |
| 우크라이나 SSR          | 우크라이나 소비에트 사회주의 공화국의 국가        |
| 유고슬라비아            | 슬라브족이여                                      |
| 이라크                  | 나의 무기여                                       |
| 이스라엘                | 희망                                              |
| 이집트                  | 나의 무기여                                       |
| 이탈리아                | 마멜리 찬가                                       |
| 인도                    | 모든 국민의 마음                                  |
| 인도네시아              | 위대한 인도네시아                                 |
| 일본                    | 기미가요 (천황의 치세)                            |

## ㅈ
| 자메이카                                                                                                | 자메이카여, 우리는 땅을 사랑하리.                   |
| 자이르                                                                                                  | 자이르 행진곡                                       |
| 잠비아                                                                                                  | 자랑스럽게 서 있는 잠비아를 자유로운 노래로 읊으리. |
| 적도 기니                                                                                               | 우리의 거대한 행복의 길을 걷자                      |
| [[파일:{{{국기그림-1948b}}}\|22x20px\|border \|alt=조선민주주의인민공화국의 기]] 조선민주주의인민공화국 | 애국가 (아침은 빛나라)                              |
| 중앙아프리카 제국                                                                                       | 부활 행진곡                                         |
| 중화민국                                                                                                | 삼민주의                                            |
| 중화인민공화국                                                                                          | 의용군 진행곡                                       |
| 지부티                                                                                                  | 지부티                                              |

## ㅊ
| 차드           | 차드 행진곡                                     |
| 체코슬로바키아 | 나의 조국은 어디에 타트라 산맥 위에 번개가 쳐도 |
| 칠레           | 칠레 국가                                       |

## ㅋ
| 카메룬          | 모임                                     |
| 카보베르데      | 이것은 사랑하는 우리의 나라              |
| 카자흐 SSR      | 카자흐 소비에트 사회주의 공화국의 국가   |
| 카타르          | 카타르의 국가                            |
| 캐나다          | 단풍잎이여 영원하라                      |
| 케냐            | 모든 만물의 주여!                        |
| 코모로          | 모든 섬의 통일                           |
| 코스타리카      | 그대의 아름다운 깃발이여!                |
| 코트디부아르    | 행진곡                                   |
| 콜롬비아        | 오,불멸의 영광이여!                      |
| 콩고 인민공화국 | 영광의 3일                               |
| 쿠바            | 바야모 행진곡                            |
| 쿠웨이트        | 국가                                     |
| 키르기스 SSR    | 키르기스 소비에트 사회주의 공화국의 국가 |
| 키프로스        | 자유의 찬가                              |

## ㅌ
| 타지크 SSR        | 타지크 소비에트 사회주의 공화국의 국가   |
| 탄자니아          | 주여, 아프리카를 축복하소서              |
| 태국              | 플렝 찻 왕실용 국가는 국왕 찬가          |
| 튀르키예          | 독립 행진곡                              |
| 토고              | 우리 조상의 땅                           |
| 통가              | 통가 제도 군주의 노래                    |
| 투르크멘 SSR      | 투르크멘 소비에트 사회주의 공화국의 국가 |
| 투발루            | 전능함을 위한 투발루                     |
| 튀니지            | 오 영원한 조사여!                        |
| 트리니다드 토바고 | 자유의 사랑으로 나아가리                 |

## ㅍ
| 파나마       | 지협의 노래                             |
| 파라과이     | 파라과이인들에게 공화국이 아니면 죽음을 |
| 파키스탄     | 국가                                    |
| 파푸아뉴기니 | 오, 모든 아들들아 일어나라              |
| 팔라비 왕조  | 이란의 샤한샤를 찬양하라                |
| 페루         | 우리는 자유로우며 언제나 그러하리라     |
| 포르투갈     | 포르투갈의 노래                         |
| 폴란드       | 폴란드는 아직 죽지 않았다               |
| 프랑스       | 마르세유의 노래                         |
| 피지         | 하느님께서 피지를 축복하시리            |
| 핀란드       | 우리의 땅                               |
| 필리핀       | 선택된 땅                               |

## ㅎ
| 헝가리 | 하느님께서 헝가리의 국가를 축복하시리 |

## 같이 보기
- 나라 목록
- 국기 목록
- 국장 목록
- 나라 표어 목록
- 국가 목록
  - 왕실 국가 목록
- 국가